# Маньяго
Маньяго, Маньяґо (італ. Magnago) — муніципалітет в Італії, у регіоні Ломбардія,  метрополійне місто Мілан.
Маньяго розташоване на відстані близько 510 км на північний захід від Рима, 34 км на північний захід від Мілана.
Населення — 9280 осіб (2014).
Покровитель — святий Архангел Михаїл.

## Демографія
Населення за роками:

Станом на 1 січня 2023 року в муніципалітеті офіційно проживало 607 іноземців з 51 країни, серед них 101 громадянин країн Євросоюзу та 35 громадян України.

## Сусідні муніципалітети
- Бускате
- Бусто-Арсіціо
- Кастано-Примо
- Даїраго
- Самарате
- Ванцагелло